# Звонимир Джуркиняк
Звонимир Джуркиняк (на хърватски: Zvonimir Đurkinjak; роден на 2 юни 1988 г. в Загреб) е хърватски бадминтонист. Златен медалист от Средиземноморски игри (2013).